# Жул Шефер
Йожен-Фредерик-Жул Шефер (или само Жул Шефер) е френски дипломат, консул в Русе и Цариград (1867-1872), френски консул в България (от 1878 год).

## Биография
Роден е на 8 август 1830 в Париж.
Бащата на Жул Шефер принадлежи към благородническо семейство от херцогство Насау.
Жул, подобно на брат си Чарлз Шефер, следва кариера в страните от Ориента. С диплома по право, той е назначен към Дирекцията на консулствата на 17 юни 1855. Служи в Александрия (1857), консул 2 клас в Асунсион (1862) и като консул в Трабзон, Турция (1865).
Назначен е за френски консул в Русчук (днес - Русе, България) на 27 март 1867, след което е натоварен с управлението на канцеларията на френското посолство в Цариград от 27 януари 1870 до 28 октомври 1872. Консул е в Яш, Румъния (1872 и 1877). Отговаря за управлението на агенцията и генералното консулство в Букурещ (1873 - 1874). В Смирна (днес - Измир, Турция) е консул в периода 1875-1876 год.  

#### В България след Освобождението
Назначен е за генерален консул на Франция при временното управление на България на 31 август 1878. Представител е на Франция в Учредителното събрание на България в Търново през 1879 г. Генерален консул в България от 21 декември 1878, агент и генерален консул в България от 3 юни 1879.
От 1885 е пълномощен министър в Черна гора, излиза в пенсия през 1886.
Починал е на 27 юли 1886 год. в Рагуза (днес - Дубровник, Хърватска).
|  | Тази страница частично или изцяло представлява превод на страницата Jules Schefer в Уикипедия на френски. Оригиналният текст, както и този превод, са защитени от Лиценза „Криейтив Комънс – Признание – Споделяне на споделеното“, а за съдържание, създадено преди юни 2009 година – от Лиценза за свободна документация на ГНУ. Прегледайте историята на редакциите на оригиналната страница, както и на преводната страница, за да видите списъка на съавторите. ВАЖНО: Този шаблон се отнася единствено до авторските права върху съдържанието на статията. Добавянето му не отменя изискването да се посочват конкретни източници на твърденията, които да бъдат благонадеждни. |